# Аймак
 Тази статия е за адм. единица в Монголия.  За адм. единица в Китай вижте Аймак (КНР).  
Аймак (на монголски аймаг, мн. ч. аймаци) е названието на най-голямата административно-териториална единица в Монголия.
Териториалната единица аймак би могла да се сравни с област в България, провинция в Италия, Испания и Германия, графство в Англия, кантон в Швейцария, жудец в Румъния, департамент във Франция, войводство в Полша, амт в Дания, фюлке в Норвегия и пр.
За названията на отделните аймаци виж Административно деление на Монголия.
В Бурятска автономна съветска социалистическа република на СССР аймакът е административно-териториална единица. Съвременните райони на Република Бурятия се наричат аймаки от 1917 до 1977 г. .
От 1922 до 1963 г. областите на Горноалтайската автономна област се наричат аймаги.